# Emperial Live Ceremony
Emperial Live Ceremony prvi je koncertni album norveškog black metal-sastava Emperor. Album je objavljen 6. lipnja 2000. godine, a objavila ga je diskografska kuća Candlelight Records. Album je sniman 14. svibnja 1999. godine u Londonu, Ujedinjeno Kraljevstvo.

## Popis pjesama
| 1.    | »Curse You All Men!«           | 5:43 |
| 2.    | »Thus Spake the Nightspirit«   | 4:25 |
| 3.    | »I Am the Black Wizards«       | 5:34 |
| 4.    | »An Elegy of Icaros«           | 6:11 |
| 5.    | »With Strength I Burn«         | 7:48 |
| 6.    | »Sworn«                        | 4:31 |
| 7.    | »Night of the Graveless Souls« | 3:10 |
| 8.    | »Inno a Satana«                | 5:07 |
| 9.    | »Ye Entrancemperium«           | 6:09 |
| 48:38 |                                |      |

## Zasluge
| Emperor - Ihsahn – vokali, glavna gitara - Samoth – gitara, mastering - Trym Torson – bubnjevi Dodatni glazbenici - Tyr – bas-gitara - Charmand Crimloch – klavijature | Ostalo osoblje - Stephen O'Malley – grafički dizajn - Asgeir Mickelson – fotografije - Łukasz Jaszak – fotografije - Christophe Szpajdel – logotip - Thorbjørn Akkerhaugen – inženjer zvuka, mix, montaža - Tom Kvålsvoll – mastering |